# نیک کیمپتون
نیک کیمپتون (انگلیسی: Nick Kimpton؛ زادهٔ ۲۷ اکتبر ۱۹۸۳) بازیکن بیسبال اهل استرالیا است.